# Bab al-Jabiyah
Bab al-Jabiyah (in arabo بَابُ الْجَابِيَّةِ‎?, Bāb al-Jābīyah; Porta dell'Abbeveratoio) è una delle sette antiche porte della città di Damasco, in Siria. In epoca romana la porta era dedicata a Marte. Bab al-Jabiya era l'ingresso principale sul lato ovest della città. La porta si apre su Midhat Pasha souq, che è la moderna metà occidentale della Via chiamata Diritta, l'arteria romana est-ovest (decumanus), che ancora la collega a Bab Sharqi (la "Porta del Sole" romana). Il nome moderno della porta risale al periodo omayyade e deriva dal nome di Jabiyah nelle Alture del Golan, allora capitale dei Ghassanidi, alleati dell'Impero Romano.

## Storia
In epoca romana la porta era una tipica porta tripartita con tre ingressi; una carreggiata centrale per i veicoli a ruote, fiancheggiata da due accessi pedonali. Vicino alla porta un tempo sorgevano il tempio romano di Giove e il teatro di Erode il Grande (l'odierna Bayt al-Aqqad).
Damasco fu conquistata dai musulmani nell'era Rashidu. Durante l'assedio di Damasco, il generale musulmano Abu Ubaidah ibn al Jarrah, entrò pacificamente a Damasco attraverso questa porta il 18 settembre 634. Incontrò le forze di Khalid ibn al-Walid, che entrarono con la forza in città dal Bab Sharqi, a metà della Via chiamata Diritta, vicino all'attuale Cattedrale Mariamita di Damasco. Sotto il dominio musulmano la porta era parzialmente sbarrata ad eccezione di una piccola apertura pedonale. Fu ricostruita durante il regno di Nur ad-Din Zengi e la data fu inscritta come 567 del Calendario islamico (1171-1172). Altre iscrizioni rivelano che fu rinnovata di nuovo sotto il sultano ayyubide al-Malik al-Mu'azzam e di nuovo sotto i mamelucchi nel 687 dell'Egira (1288-1289).